# Nicolai Andresen
Nicolai Andresen (Oslo, 24 de septiembre de 1781 - 18 de noviembre de 1861) fue un comerciante, banquero y miembro del Stortinget noruego. Sentó las bases de Andresens Bank A/S, que tras varias fusiones se convirtió en Nordea Bank Norge.